# Château de Zink

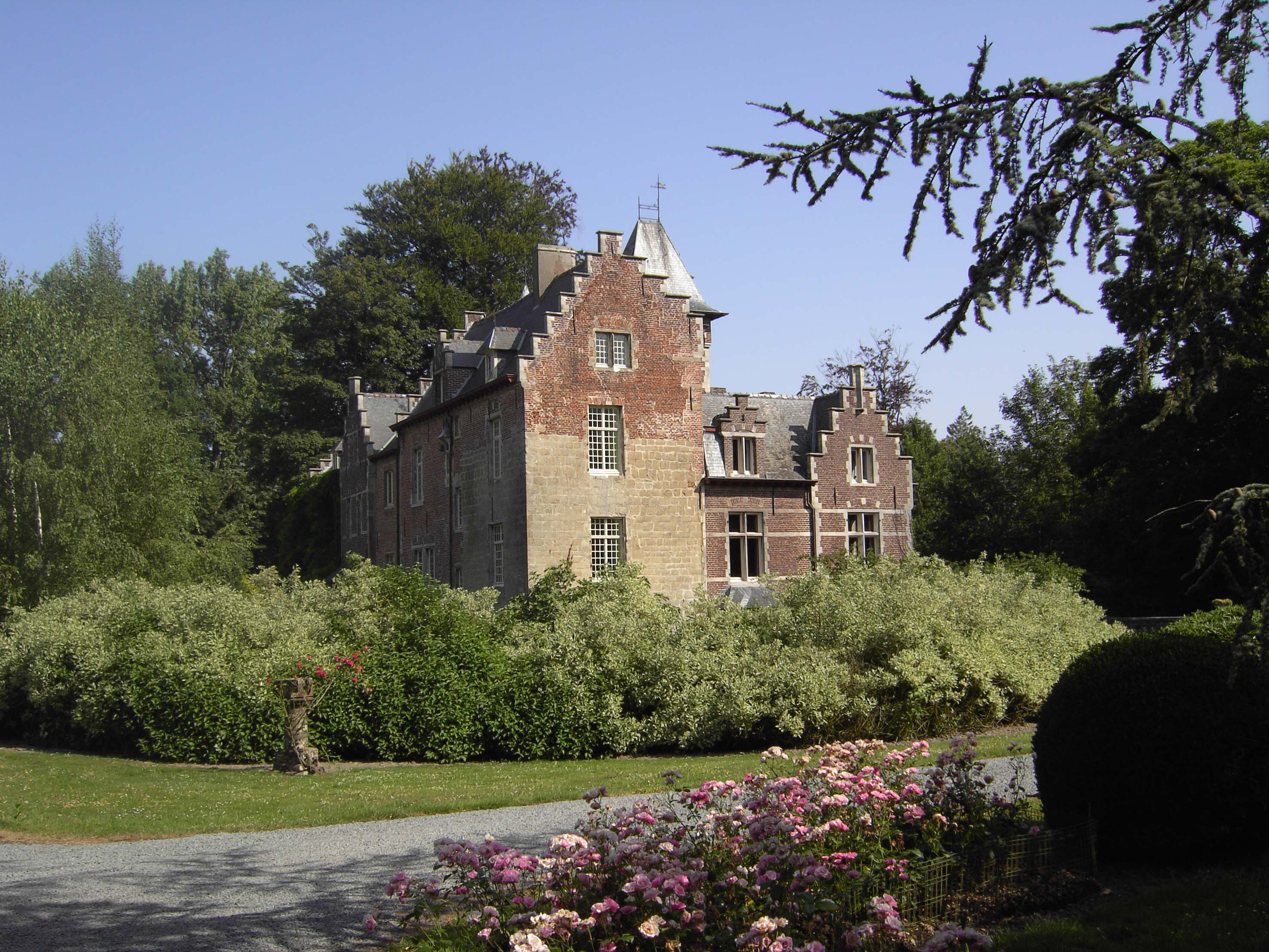
Château de Zink.

Le château de Zink est un château de la commune de Munte, section de la commune de Merelbeke, en province de Flandre orientale de Belgique.

## Histoire
C'était le siège de la seigneurie de Munte, qui comprenait un château entouré de douves, avec chapelle et donjon. Le baron de Rivière, seigneur de Broucom, y vécut jusqu'en 1634. Après le XVIe siècle, le château fut reconstruit et à la fin du XVIIIe siècle, il fut en grande partie démoli en raison de son délabrement. Au cours de la première moitié du XIXe siècle, il fut converti en résidence de campagne et maison de plaisance. À la fin du XIXe siècle, il devint la propriété de la famille Verstraeten. Vers 1900, cette famille fait restaurer et agrandir le château selon un projet de l'architecte Stephan (Stéphane) Mortier  qui, avec Louis Cloquet, a dressé les plans de l'hôtel des Postes à Gand.

## Bâtiment
Une avenue de plus d'un kilomètre de long mène de l' ancienne église au château, situé dans l'angle sud d'un espace rectangulaire entouré de douves. On entre dans ce château par un portail d'entrée en grès qui pourrait dater du XVIe siècle. Le château actuel a une apparence d'architecture néo-traditionnelle en vogue vers 1900. Certaines parties du bâtiment proviennent de l'ancien château, y compris une lourde maçonnerie en blocs de pierre de taille qui peut être un vestige d'un donjon antérieur.
L'intérieur a été adapté vers 1900 dans le style néo-Louis XVI .
Les dépendances comprennent la ferme du château (XVIe – XVIIe siècles, restaurée en 1980-1985 et transformée en partie en logement). On y trouve également une cheminée de style gothique tardif. Une tour supplémentaire, de style Architecture néo-traditionnelle, date également d'environ 1900.
Le domaine comprend le Bois Makenbos  ou Makegemse Bossen , par où passe la voie d'accès. On y préserve l'écosystème, la faune, la flore et la biodiversité .